# Herrenhaus Apenburg
Das Herrenhaus Apenburg ist ein denkmalgeschütztes Bauwerk im westlichen Teil des Ortsteils Apenburg (Hinterstraße 6) der Gemeinde Apenburg-Winterfeld in Sachsen-Anhalt. Im örtlichen Denkmalverzeichnis ist das Bauwerk unter der Erfassungsnummer 107 15003 als Baudenkmal verzeichnet.
Bei dem Bauwerk handelt es sich um den Rest eines ehemaligen Rittergutes in Form eines Jagdhauses. Es ist ein eingeschossiger Fachwerkbau auf einem hohen Bruchsteinkeller mit einem Walmdach.
Erbaut wurde das Herrenhaus im Jahr 1626. In Unterscheidung zur südlich des Ortes gelegenen Burg Apenburg wird das Gebäude mit der Adresse Hinterstraße 6 auch „Altes Schloss“ genannt, das Rittergut auch „Junkerhof“. Eine Modernisierung des Gebäudes fand vermutlich im 18. Jahrhundert statt. Bei der Burg handelt es sich um einen der Stammsitze der altmärkischen Familie von der Schulenburg seit 1351, die auch das Herrenhaus erbaut hat und das Gut bis zur Bodenreform 1945 besaß. 
Nach 1990 wurden das Herrenhaus und der Gutsbetrieb von Paul-Werner von der Schulenburg zurückerworben. Von 1998 bis 1999 wurde es grundlegend saniert. Die Familie von der Schulenburg betreibt eine biologische Landwirtschaft auf knapp 450 Hektar Ackerland, 100 Hektar Grünland und ca. 120 Hektar Wald.